# Hyperacanthus ambovombensis
Hyperacanthus ambovombensis là một loài thực vật có hoa trong họ Thiến thảo. Loài này được Rakotonas. & A.P.Davis mô tả khoa học đầu tiên năm 2001.